# Lymnas phya
Lymnas phya är en fjärilsart som beskrevs av Doubleday 1847. Lymnas phya ingår i släktet Lymnas och familjen Riodinidae. Inga underarter finns listade i Catalogue of Life.